# Повесть временных лет
«По́весть временны́х лет» (ПВЛ; церк.-слав. Повѣсть врємѧнныхъ лѣтъ; также «Первоначальная летопись», «Начальная летопись», «Несторова летопись») — наиболее ранняя из сохранившихся в полном объёме русских летописей. Считается, что была создана в Киеве в 1110-х годах. Полный текст известен по спискам XIV—XVI веков. Составила основу большинства более поздних русских летописей.
Охватывает период истории начиная с библейских времён во вводной части и заканчивая в третьей редакции 1117 годом. Датированная часть истории Руси начинается с лета 6360 (852 год), к которому отнесено начало правления византийского императора Михаила III.
Как и у большинства средневековых произведений, оригинал не сохранился. Известна по двум редакциям, условно именуемым второй и третьей (по А. А. Шахматову; первая не сохранилась) и нескольким спискам с незначительными изменениями, внесёнными переписчиками.
В Хлебниковском списке середины XVI века в качестве автора летописи указан Нестор, агиограф рубежа XI—XII веков, монах Киево-Печерского монастыря. Ряд исследователей отрицает его авторство, а упоминание в Хлебниковском списке рассматривает как вторичную вставку.
Несмотря на недостоверность ранних дат и описаний событий, «Повесть временных лет» при условии сопоставления с независимыми от неё источниками, позволяющими проверить сведения, является одним из главных источников по истории Киевской Руси.
В ранней летописной традиции — от реконструируемого «Древнейшего сказания» середины XI века до «Повести временных лет» начала XII века, окончательно сформирована «мы-концепция» народа руси. В «Повести временных лет» представления о руси как о христианском народе, исконно проживающем в Русской земле, даны в завершённом виде.

## Текстология
Полный текст «Повести временных лет» сохранился в 5 списках XIV—XVI веков:
- Лаврентьевский (1377; ныне хранится в РНБ[11]),
- Радзивилловский (конец XV века; ныне в БАН[12]),
- Московско-Академический (конец XV века; ныне в РГБ[13]),
- Ипатьевский (начало 1420-х годов; ныне в БАН[14]),
- Хлебниковский (конец 1550-х — начало 1560-х годов; ныне в РНБ[15])[7][8].

Списки «Лаврентьевской» группы, или, по А. А. Шахматову, второй редакции (Лаврентьевский, Радзивилловский, Московско-Академический), представляют Владимиро-Суздальскую ветвь рукописной традиции «Повести временных лет», к которой также относилась сгоревшая в московском пожаре 1812 года Троицкая летопись. Общим протографом этой группы предположительно был владимирский летописный свод второй половины XII века. Протографом Лаврентьевского списка и Троицкой летописи стал сам этот свод вместе с его продолжением, протографом Радзивилловского и Московско-Академического списков — составленный на его основе владимирский летописный свод начала XIII века. Вторая редакция «Повести временных лет» читается также в составе других летописных сводов, где, как правило, подверглась различным переработкам и сокращению. В одну из летописей второй редакции под 1096 годом добавлено самостоятельное литературное произведение, «Поучение Владимира Мономаха», датируемое 1117 годом.
Списки «Ипатьевской» группы, или, по Шахматову, третьей редакции (Ипатьевский и Хлебниковский и др.), представляют южно-русскую ветвь традиции. В них текст «Повести временных лет» продолжен киевским летописным сводом 1198 года и Галицко-Волынской летописью.
В Лаврентьевском, Радзивилловском и Московско-Академическом списках текст «Повести временных лет» обрывается на статье 1110 года, за которой следует запись игумена киевского Выдубицкого Михайловского монастыря Сильвестра о том, что в 1116 году при князе Владимире Мономахе им был написан «летописец» (летопись). В Ипатьевском и Хлебниковском списках запись Сильвестра отсутствует, а текст «Повести временных лет» доведён до 1117 года.
Исследователи XVIII — первой половины XIX века считали «Повесть временных лет» первой русской летописью. Однако она содержит большое число идейных и содержательных противоречий и различных вставок, что свидетельствует о многослойности и постепенности формирования своего текста. Изучение летописания А. А. Шахматовым, М. Д. Присёлковым, Д. С. Лихачёвым, А. Н. Насоновым, М. Н. Тихомировым, Л. В. Черепниным и др. показало, что существовали предшествовавшие «Повести временных лет» летописные своды, а сама «Повесть временных лет» не является единым произведением. В настоящее время признаётся, что как отдельный самостоятельный памятник «Повесть временных лет» не сохранилась.
Наиболее подробно проблемы источников и структуры «Повести временных лет» были разработаны в начале XX века в трудах русского лингвиста академика А. А. Шахматова. Представленная им концепция до сих пор играет роль «стандартной модели», на которую опираются или с которой полемизируют последующие исследователи. Хотя многие её положения подвергались зачастую вполне обоснованной критике, но разработать сопоставимую по значимости концепцию пока не удалось.
По гипотезе Шахматова, первая русская летопись, названная им «Древнейшим сводом», была составлена при Киевской митрополичьей кафедре в 1039 году (по М. Д. Присёлкову — в 1037 году). В 1070-х годах «Древнейший свод» был продолжен и дополнен монахом Никоном, одним из основателей Киево-Печерского монастыря. Летописный свод Никона, дополненный описанием событий до 1093 года включительно, лёг в основу так называемого «Начального свода», составленного, по предположению Шахматова, в 1093—1095 годах игуменом Киево-Печерского монастыря Иоанном.
По Шахматову, первая, несохранившаяся, редакция «Повести временных лет» была составлена Нестором в 1110—1113 годах в Киево-Печерском монастыре. Он относил труд Нестора к 1110 году, но допускал, что этот труд мог быть продолжен до 1112 года, а также полагал, что до этого года его мог довести сам Нестор. Согласно Шахматову, Нестор существенно переработал и дополнил «Начальный свод», углубил и расширил историографическую основу, ввёл русскую историю в рамки традиционной христианской историографии. История славян и Руси теперь рассматривалась в контексте всемирной истории, указывалось место славян среди других народов, происходящих от сыновей библейского Ноя. Этой историографической концепции была подчинена и композиция «Повести временных лет». Рассказ «Начального свода» об основании Киева Нестор предварил обширным историко-географическим введением, содержащим таблицу народов и повествующем о происхождении и древнейшей истории славянских племён с указанием границ славянских земель и новых территорий, ими освоенных. В летопись были включены извлечения из «Сказания о начале славянской письменности». Из перевода византийской Хроники Георгия Амартола добавлены сведения о различных народах и племенах. В изложении событий X—XI веков Нестор преимущественно следует тексту «Начального свода», но включает новые материалы: тексты договоров Руси с Византией, новые подробности в рассказах о первых русских князьях из устных исторических преданий (рассказ о том, как княгиня Ольга хитростью овладела Искоростенем, юноша-кожемяка победил печенежского богатыря, старец спас осаждённый печенегами Белгород). Кроме того, «Начальный свод» был дополнен изложением событий конца XI — начала XII века. Эта заключительная часть принадлежит Нестору, однако, как полагается, она могла быть переработана в последующих редакциях «Повести временных лет». В сравнении с «Начальным сводом» «Повесть временных лет» становится выдающимся памятником древнерусской историографии и литературы.
Согласно гипотезе Шахматова, Лаврентьевская летопись отражает вторую редакцию «Повести временных лет», составленную Сильвестром. После смерти князя Святополка Изяславича, покровительствовавшего Киево-Печерскому монастырю, летописание было передано в Выдубицкий монастырь, где в 1117 году игумен Сильвестр перерабатывает заключительные статьи «Повести временных лет», включает при этом положительную оценку деятельности Владимира Мономаха, в 1113 году ставшего великим князем Киевским. Шахматов, с одной стороны, указывал, что первая редакция в результате переделки её Сильвестром «исчезла совсем», с другой — допускал, что Сильвестр ограничил свою работу лишь редакционными правками. Присёлков датировал первую редакцию 1113 годом, опираясь, в частности, на расчёт лет в статье 852 года, доведённый до смерти Святополка в 1113 году, однако Шахматов считал упоминание смерти Святополка в этом перечне вставкой Сильвестра. По Шахматову, в 1117 году по поручению новгородского князя Мстислава Владимировича была составлена третья редакция, отразившаяся в Ипатьевской летописи.
Гипотеза «Начального свода» призвана объяснить различия летописного текста в новгородских летописях и в киевской «Повести временных лет». По предположению Шахматова, «Начальный свод» отразился в более аутентичном виде не в ранней «Повести временных лет», в которой был подвергнут значительной переработке, а в новгородском летописании, в частности, сохранился в Новгородской первой летописи младшего извода, известного только по поздним спискам XV века.
Гипотеза Шахматова о «Начальном своде» в основных своих чертах была поддержана многими его последователями — М. Д. Присёлковым, Л. В. Черепниным, А. Н. Насоновым, Д. С. Лихачёвым, Я. С. Лурье, О. В. Твороговым и др. Согласно текстологическому анализу, проведённому Твороговым, «Повесть временных лет» вторична в сравнении с Новгородской первой летописью младшего извода, что подтверждает гипотезу Шахматова.
М. X. Алешковский (1967) отождествил первую редакцию «Повести временных лет» с реконструированным «Начальным сводом» и предположил, что она сохранилась в Новгородской первой летописи, в то время как Лаврентьевская, Радзивилловская и Ипатьевская летописи отражают третью редакцию «Повести временных лет».
А. А. Гиппиус считает наиболее обоснованным звеном построения Шахматова реконструкцию в качестве прямого предшественника «Повести временных лет» киевского Начального свода 1090-х годов, который отразился в древнейшей (до 1015) части Новгородской первой летописи младшего извода. Более ранние стадии истории текста «Повести временных лет», по его мнению, восстанавливаются лишь гипотетически.
В 1850—1860-х годах появилась концепция, согласно которой русское летописание возникло в форме анналистических заметок, а затем подверглось поэтапной нарративизации (М. И. Сухомлинов, И. И. Срезневский и др.). В настоящее время в трудах ряда исследователей (В. Ю. Аристов, Т. В. Гимон, А. А. Гиппиус, А. П. Толочко) эта теория возрождается. Согласно взглядам этих учёных, русское летописание возникло в Киеве на рубеже X и XI веков и велось в виде коротких анналов вплоть до создания «Повести временных лет». Погодные записи были краткими, фактографичными, в них отсутствовали сложные нарративные конструкции. С течением времени повышалась их точность, появились точные даты, увеличивался объём сведений, расширялась тематика, делались нарративные вставки и дополнения. Алан Тимберлейк (2001) предположил, что «Начальный свод» после его завершения в 1091 году пополнялся погодными записями вплоть до момента создания на его основе «Повести временных лет». Гиппиус (2007) соглашается с Тимберлейком, предполагая вслед за ним, что анналистическое продолжение «Начального свода» вошло в «Повесть временных лет» без изменений.
Существуют различные мнения о редакциях «Повести временных лет» и их соотношениях. По мнению О. В. Творогова, допущение Присёлкова, что основное внимание Сильвестра было направлено на переделку изложения Нестора за 1093—1113 годы, за время княжения Святополка, основано только на предпосылке, что первая редакция была враждебной новому князю Владимиру Мономаху, сопернику Святополка. Творогов отмечает, что объём и характер редакторской работы Сильвестра не ясен. Допущение Шахматова, что первая редакция использовалась одним из составителей Киево-Печерского патерика Поликарпом, было развито Присёлковым в предположение, что Сильвестр в основном «просто опускал весьма любопытные рассказы Нестора в пределах этих годов, касавшиеся в большинстве случаев отношения Святополка к Печерскому монастырю». Приводимые Шахматовым примеры известий, отразившихся в Киево-Печерском патерике, содержат негативную характеристику Святополка. Творогов обращает внимание на присутствие этих известий в летописи, составленной, как считал Присёлков, под покровительством Святополка, и последующее устранение их из враждебной ему летописи. Наличие во второй редакции фрагментов текста, которые Шахматов относил к третьей редакции, заставили его допустить вторичное влияние третьей редакции на вторую. По этим причинам ряд учёных объясняли взаимоотношение списков летописи иначе. Так, некоторые исследователи отрицают существование третьей редакции «Повести временных лет». Текст Лаврентьевской летописи рассматривается как сокращение текста, дошедшего в Ипатьевской летописи. Отвергается предположение о переработке Сильвестром первой редакции. Составителем оригинала «Повести временных лет» одни учёные считают Сильвестра (А. П. Толочко, С. М. Михеев), другие отводят ему роль переписчика (М. Х. Алешковский, П. П. Толочко, А. А. Гиппиус). Л. Мюллер считает, что вторая редакция (1116), составленная Сильвестром, дошла до нас в составе Ипатьевской летописи, а в Лаврентьевской и подобных ей отразилась та же редакция, но с утратой окончания (статьи 1110—1115 годов). Существование третьей редакции учёный считает недоказанным. Алешковский также рассматривал Лаврентъевский список как копию редакции, представленной в Ипатьевском списке. Нестор, по его мнению, создал свод, отразившийся в Новгородской первой летописи.
Большинство современных исследователей считает, что «Повесть временных лет» была создана в Киеве в период между смертью киевского князя Святополка Изяславича (16 апреля 1113 года; до неё доведены хронологические расчёты в статье 862 года) и появлением записи Сильвестра в 1116 году.

## Название

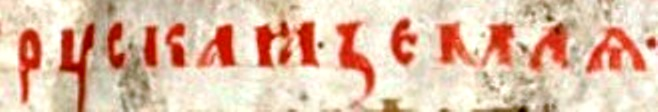
«Русская земля» («рускаꙗ ꙁємлѧ») из первых строк «Повести временных лет», список Лаврентьевской летописи, 1377

Традиционным названием летописи стали первые слова её заглавия. В Ипатьевской летописи: «Повѣсть временных лѣт черноризца Феодосьева манастыря Печерского, откуду есть пошла Руская земля…». В Лаврентьевской летописи: «Се повести времяньных лет, откуду есть пошла Руская зем[л]я, кто въ Киеве нача первее княжити, и откуду Руская земля стала есть». В литературе предлагается несколько вариантов перевода этого названия: «Рассказ повременный о прошедших годах», «рассказ о мимолётных, быстро текущих годах прошлого», «повести минувших, прошедших лет». Кроме того, слово «временный» означает и «земной, преходящий (в противоположность загробному, вечному)».
И. Н. Данилевский предложил новую версию перевода, сделав иную разбивку текста на слова: «Се по вѣсти времяньных лѣт… (согласно его гипотезе, вместо „се повести“ следует читать „се по вести“) / Вот: до известия о последних временах — от происхождения Русской земли».
По предположению Г. Ланта и А. А. Гиппиуса выражение «временьные лѣта» является эквивалентом библейской парной формулы «времена и лета».

## Авторство

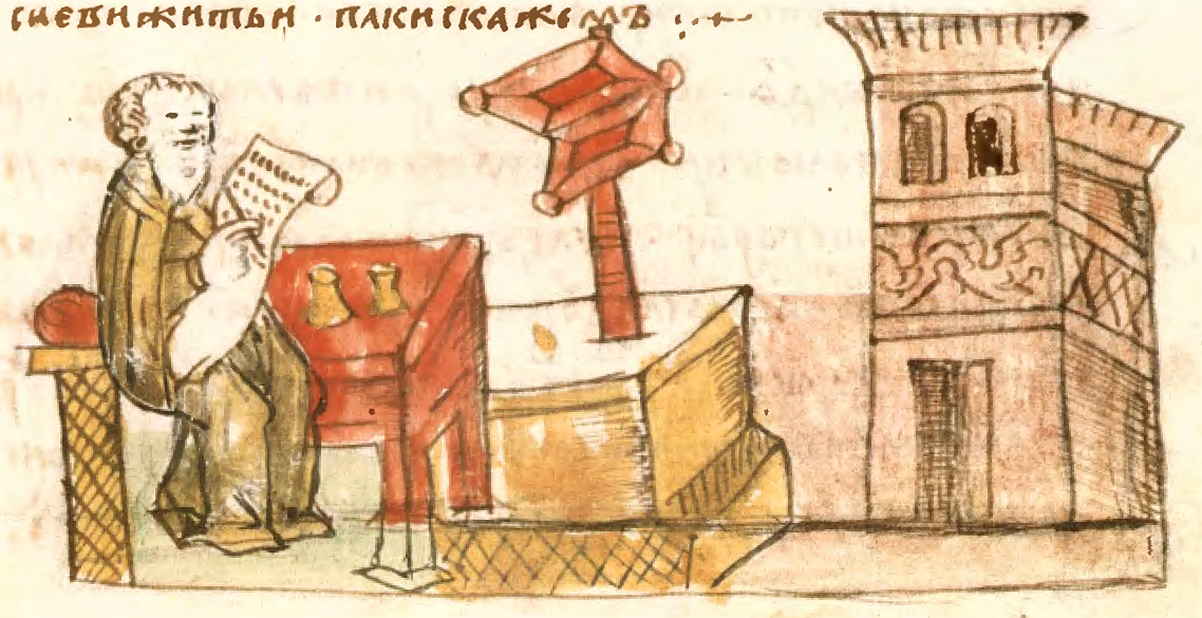
Преподобный Нестор Летописец. Миниатюра из Радзивилловской летописи, конец XV века

В Лаврентьевском списке (1377) «Повесть временных лет» озаглавлена: «Се повести времяньных лет…». В Ипатьевском списке (начало 1420-х годов) после слова «лет» написано: «черноризца Федосьева манастыря Печерьскаго», то есть некоего монаха Киево-Печерского монастыря (одним из основателей которого был Феодосий Печерский). И только в позднем Хлебниковском списке (конец 1550-х — начало 1560-х годов) читается: «Нестера черноризца Федосьева манастыря Печерского».

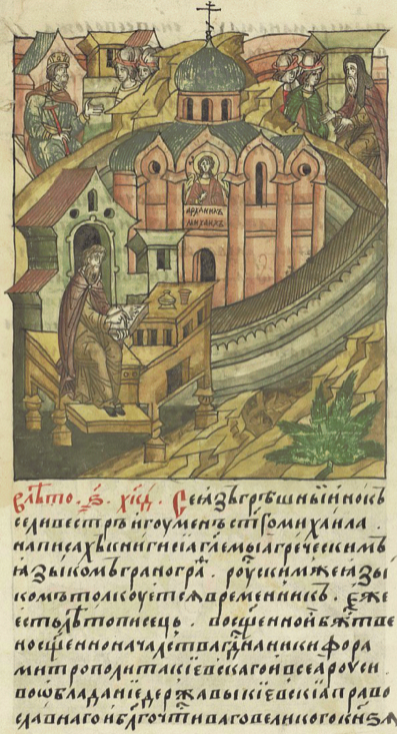
Игумен Сильвестр во время написания летописи (1116). Миниатюра из Лицевого летописного свода, XVI век

Исследователи XVIII — первой половины XIX века считали преподобного Нестора Печерского первым русским летописцем. Преобладала точка зрения о «Повести временных лет» как летописи, составленной единолично Нестором. Исследования А. А. Шахматова позволили отказаться от этой точки зрения и раскрыть длительность и многоэтапность формирования текста летописи. Шахматов считал Нестора автором первой, несохранившейся редакции «Повести временных лет».
Существуют различные мнения об авторстве Нестора. Ряд учёных рассматривает его упоминание в Хлебниковском списке как вторичную вставку, внесённую киевским митрополитом Петром Могилой в 1637 году.
В Лаврентьевском, Радзивилловском и Московско-Академическом списках «Повести временных лет» текст обрывается на статье 1110 года, за которой следует запись игумена киевского Михайловского монастыря на Выдубичах Сильвестра о том, что в 1116 году при князе Владимире Мономахе им был написан «летописец» (летопись): «Игумен Селивестр святого Михаила написал книги си летописец».

## Содержание

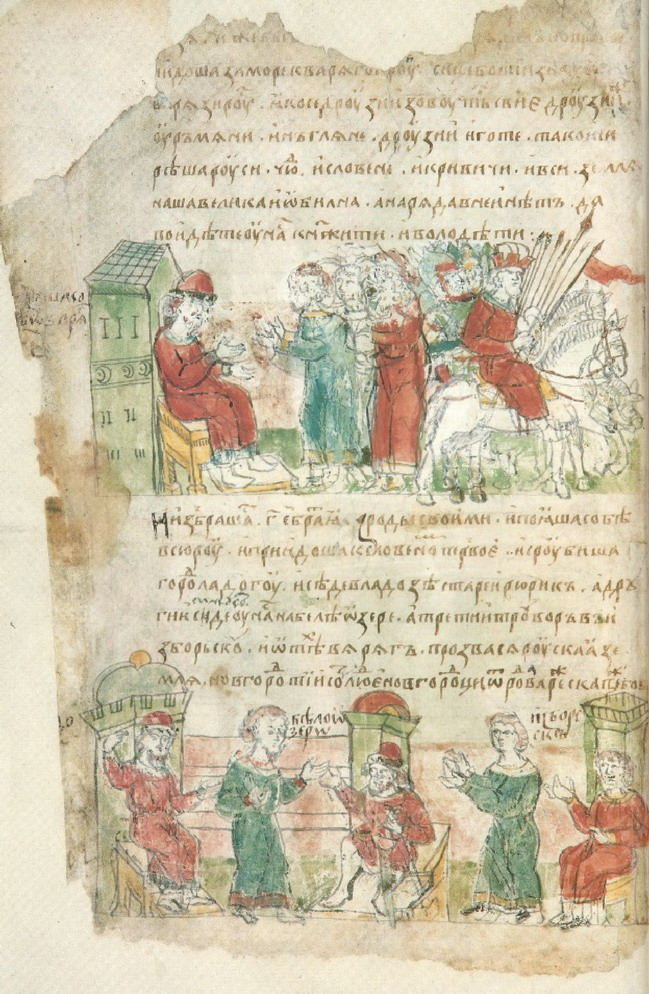
Призвание варягов. Миниатюры из Радзивилловской летописи, конец XV века

Композиционно выделяются вводная часть, которая лишена абсолютных дат, не имеет деления на погодные (годовые) статьи, и анналистическая часть, излагающая события в форме погодных статей.
Вводная часть содержит космографическую экспозицию — рассказ о разделе земли сыновьями Ноя с таблицей народов — подробным описанием «жребиев» каждого из них, а также рассказ о Вавилонском столпотворении и разделении языков. Среди потомков Иафета составитель летописи указывает славян и подробно описывает их расселение по Восточно-Европейской равнине, уделяя особое внимание племени полян. Летописец подчёркивает мудрость и нравственность полян, на земле которых расположен Киев. Повествование об основании Киева тремя братьями-полянами в главе с Кием и подчинения их потомков хазарами образует канву, на которую, перебивая друг друга, накладываются разнообразные сведения о древних восточнославянских племенах, их происхождении, нравах и обычаях, описание пути «из варяг в греки» и позднее предание о посещении Среднего Поднепровья и Приильменья апостолом Андреем Первозванным.
Анналистическая часть, посвящённая в основном истории Руси, начинается со статьи 852 года. За точку отсчёта датированной истории Русской земли составитель взял начало правления византийского императора Михаила III, при котором народ русь совершил свой первый поход на Константинополь. С этого времени, по мнению летописца, «нача ся прозывати Руска земля». Эта дата, как и вся древнейшая хронология «Повести временных лет» является результатом искусственных калькуляций и исторически малодостоверна. Исключение составляет дата 912, которая была почерпнута из русско-византийского договора, в действительности заключённого в 911 году.
Сквозные темы основной части летописи составляют история династии Рюриковичей от призвания варягов (862) до начала правления в Киеве Владимира Мономаха (1113), в том числе Крещение Руси и христианское просвещение Русской земли, борьба русских князей с набегами кочевников — печенегов, торков и половцев (например, 1068, 1093 и 1096).
Рассказывается о призвании варягов (862), захвате Олегом Киева (882), киевских князе Игоре, княгине Ольге, князе Святославе, междоусобной борьбе сыновей Святослава, в которой победил Владимир. Рассказ об «испытании вер» Владимиром (986) включает краткое изложение библейской истории, так называемую «Речь философа». Повествуется об убийстве сыновей Владимира Бориса и Глеба их сводным братом Святополком (1015). Этот сюжет составил основу древнейших русских агиографических памятников — «Сказания о Борисе и Глебе» и «Чтении о житии и погублении Бориса и Глеба», написанного Нестором. Далее повествуется о победе над Святополком сына Владимира — Ярослава и его княжении. Сообщается об организованной Ярославом активной переводческой и книгописной деятельности (1037). В рассказе о завещании Ярослава определяется главенствующая роль Киева и киевского князя, которому обязаны подчиняться остальные Рюриковичи (1054). В повествовании о Ярославе и его преемниках, сыновьях Изяславе (1054—1073), Святославе (1073—1078) и Всеволоде (1078—1098) включены обширные рассказы об основании Киево-Печерского монастыря (1051 и 1074) и игумене монастыря Феодосии (1074 и 1091). Впоследствии эти темы были развиты в Киево-Печерском патерике и Житии Феодосия. Заключительная часть повествует о княжении Святополка Изяславича (1093—1113). В статье 1097 года помещена вставка, драматический рассказ об ослеплении Святополком и Давыдом Игоревичем князя Василька Теребовльского. Вторая редакция завершена неоконченным рассказом о чудесном явлении в Киево-Печерском монастыре (1110). Третья редакция (по Ипатьевской летописи) содержит полный рассказ, затем следуют статьи 1111—1117 годов.
Ответ на главный вопрос «Повести временных лет» «откуду есть пошла Русская земля», вынесенный в заглавие летописи, содержится в рассказе о призвании варягов под 862 годом: князья принесли с собой варяжское имя Русь, и «от тех варяг прозвася Русская земля». Началом Руси составитель летописи считал призвание варяжских князей, а не поход на Царьград русской дружины.
Летопись имеет ряд идейных противоречий. Так, утверждение о том, что Русская земля осталась в стороне от апостольской проповеди (983), явно противоречит отредактированным поздним вариантам предания о жребии апостолов, повествующим о путешествии Андрея Первозванного по территории будущей Руси.
Предполагается, что один из редакторов «Повести временных лет» побывал в Ладоге и оставил самое древнее на Руси описание археологических находок, которое содержится в статье под 1114 годом: «Пришедшю ми в Ладогу, повѣдаша ми ладожане, яко сдѣ есть: „Егда будеть туча велика, находять дѣти наши глазкы стеклянныи, и малы и великыи, провертаны, а другые подлѣ Волховъ беруть, еже выполоскываеть вода“, от нихъ же взяхъ боле ста, суть же различь»". По мнению Д. С. Лихачёва, речь идёт о стеклянных бусинах, которые вымывались Волховом из древнейшего культурного слоя Старой Ладоги.

### Религиозная тематика
«Повесть временных лет» содержит большое число христианских мотивов, отсылок и аллюзий на Библию и Священное Предание.
Летопись начинается с таблицы народов, перечней потомков библейского патриарха Ноя. У Ноя было три сына — Сим, Хам и Иафет, от которых происходят все народы земли (10-я глава Бытия).
Сыновья разделили землю:
- Симу достался восток: Бактрия, Аравия, Индия, Месопотамия, Персия, Мидия, Сирия и Финикия.
- Хаму достался юг: Египет, Ливия, Мавритания, Нумидия, Эфиопия, но также Вифиния, Киликия, Троада, Фригия, Памфилия, Кипр, Крит, Сардиния.
- Иафету (церк.-слав. Афетъ) достался северо-запад: Албания, Армения, Британия, Колхида, Таврида, Иллирия, Далмация, Фессалия, Иония, Македония, Итака, Родос, Керкира, Лесбос, Хиос, Закинф, Пелопоннес, Мидия, Пафлагония, Каппадокия, Скифия.

В начале человечество составляло единый народ, но после Вавилонского столпотворения возникли различные народы, в частности, из племени Иафета выделились славяне (церк.-слав. словене). Исходной прародиной славян названы берега реки Дунай в районе Венгрии, Иллирии и Болгарии. Вследствие агрессии валахов часть славян ушла на Вислу (поляки), а другая — к Днепру (древляне и поляне), к Двине (дреговичи) и озеру Ильмень (словене).

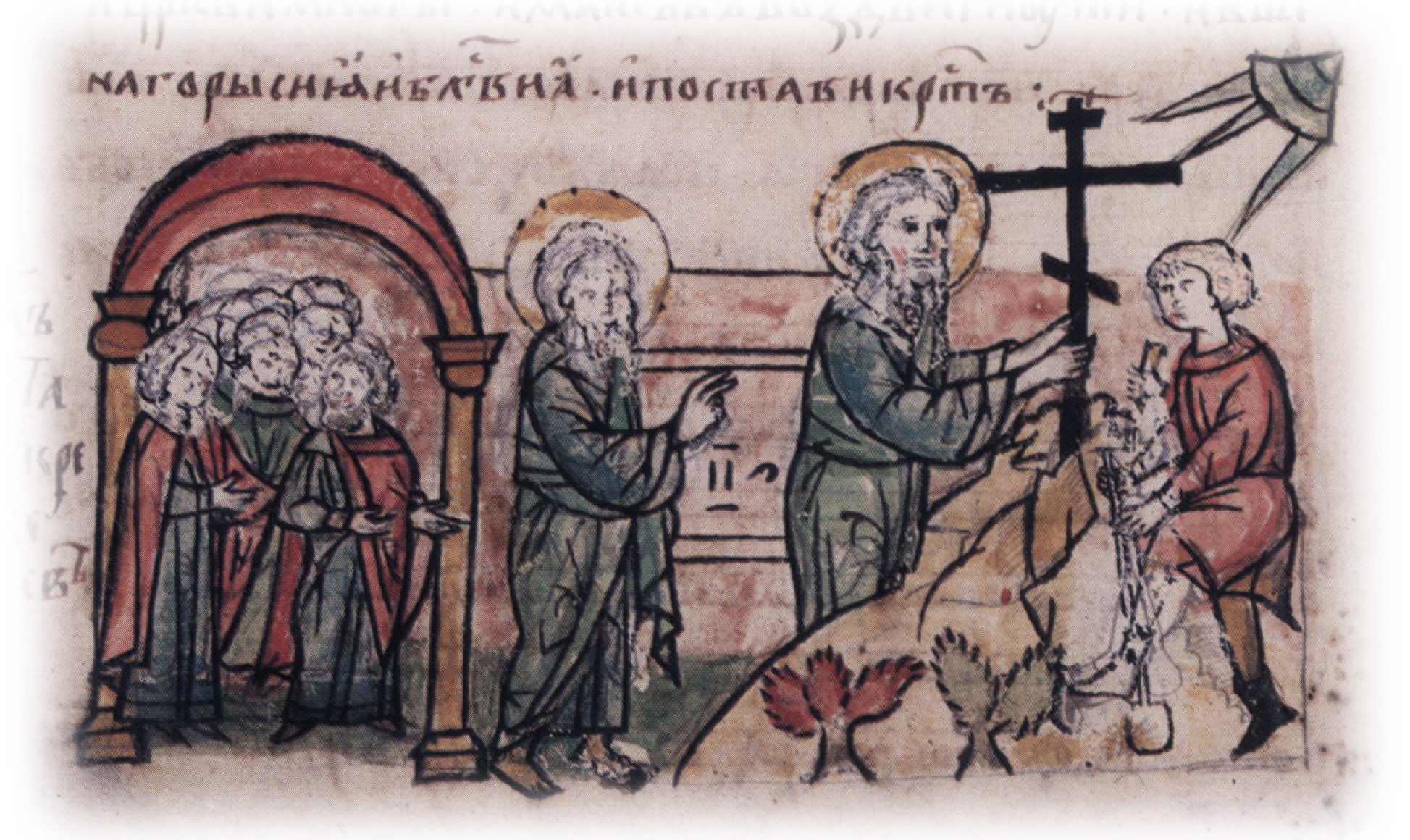
Приход апостола Андрея с учениками к месту основания Киева; благословение Андреем этого места и воздвижение креста на высоком берегу Днепра. Миниатюра из Радзивилловской летописи, конец XV века

Рассказывается о Вавилонском столпотворении и разделении единого языка на 72. Затем приводится легенда о путешествии апостола Андрея на киевские горы и в Новгород. В рассказ о расселении народов в качестве потомков Иафета включены и славяне, «норци, иже суть словенѣ».
Традиция начинать историю своего народа со всемирной (библейской) истории составляла характерную черту многих средневековых, в том числе византийских и славянских хроник. В отличие от них «Повесть временных лет» начинается не с рассказа о сотворении мира, а с расселения сыновей Ноя. Современник составителя «Повести временных лет» Козьма Пражский в своей Чешской хронике (1119—1125) также начинает повествование с рассказа о потопе и Вавилонском столпотворении. Расселение славян в «Повести временных лет» продолжало Священную историю: обретение полянами своей земли в Среднем Поднепровье и утверждение власти русских князей сопоставлялось с избавлением избранного народа от египетского плена и обретением земли обетованной — Руси, которую Бог избрал для спасения. Избавление полян от хазарской дани летописец также сопоставляет с Исходом евреев из Египта. Расселение двенадцати славянских племён на территории будущей Руси ассоциируется с расселением двенадцати колен Израилевых.
Одно из центральных мест произведения занимает выбор веры, осуществлённый князем Владимиром. В повествовании о Крещении Руси содержится «Речь философа», сжатое изложение Священной истории (Ветхого и Нового Завета) со включением ряда апокрифических элементов, вложенное в уста присланного греками к Владимиру миссионера. Приводится ряд ветхозаветных пророчеств, которые в соответствии с христианским учением толкуются как доказательства отвержения Богом евреев (церк.-слав. отвѣржении жидовьстѣ), призвания Им к служению иных народов и грядущего воплощения Бога, который явится человеком в плоти и искупит страданием грех Адама. В 5500 году от сотворения мира в Назарете Марии явился Гавриил и возвестил о воплощении Бога, рождении Иисуса Христа.

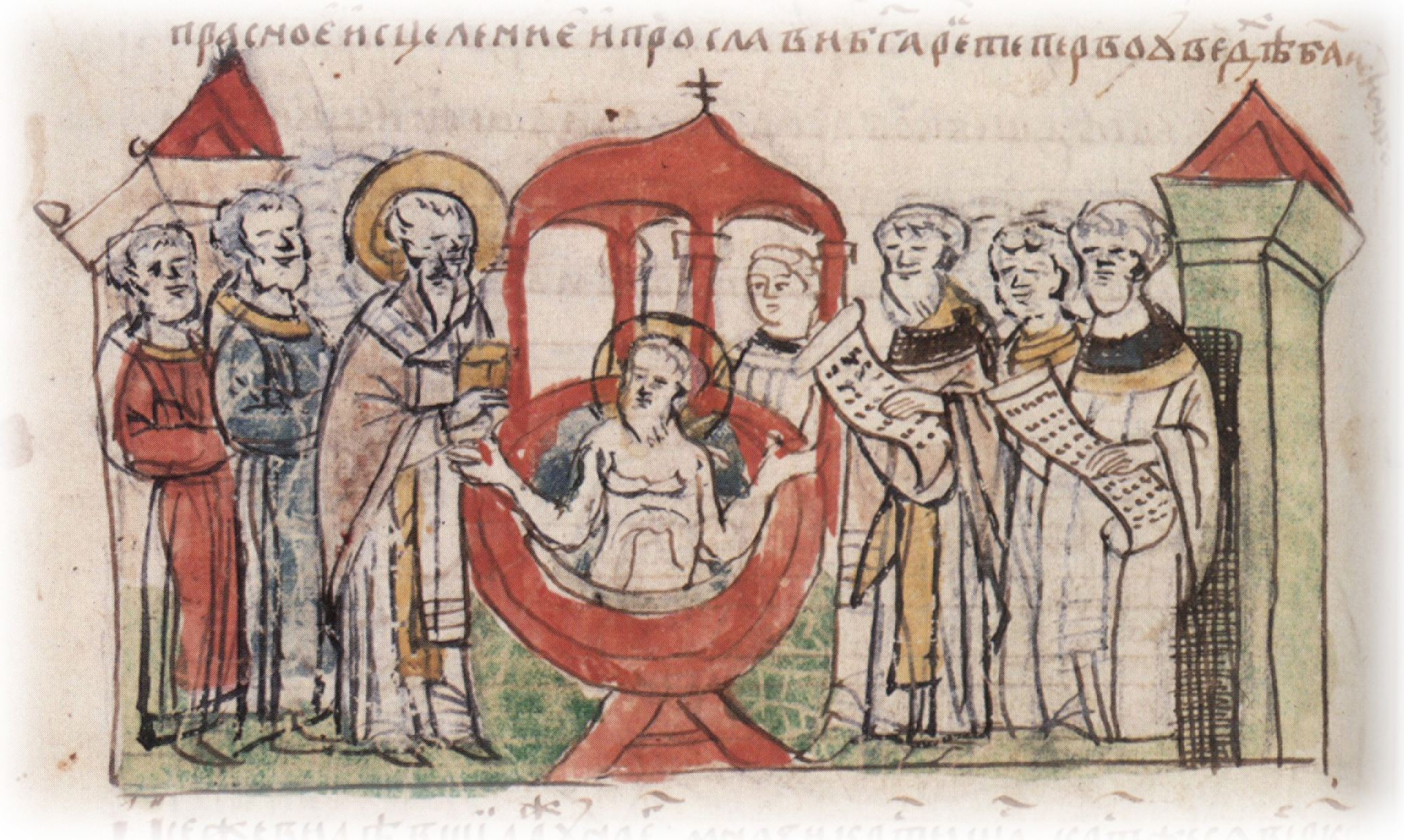
Крещение и прозрение Владимира Святославича в Корсуни. Миниатюра из Радзивилловской летописи, конец XV века

После крещения в Корсуни Владимира обучают Символу веры и исповеданию таинств крещения и причастия, принятию Церковного Предания, поклонению иконам, кресту, святым мощам и священным сосудам, вере в семь соборов святых отцов. После своего крещения Владимир приказал крестить народ в Днепре и строить деревянные церкви. Одной из первых стала церковь святого Василия, поставленная на месте капища Перуна.
Смысл крещения Руси в летописи раскрыт как избавление от идолослужения, невежества и соблазна с целью спасения души.
Исторический нарратив в «Повести временных лет» перемежается назидательным комментарием, основанным на библейских цитатах и раскрывающим провиденциальную суть событий. Похвалы княгине Ольге (969), князьям Владимиру Святославичу (1015) и Ярославу Мудрому (1037) и ряд других отступлений имеют гомилетический характер. В них проводится идея богоизбранности Русской земли и русского народа — «нови людье крестьяньстии» — «новых людей — христиан». Поражения от половцев рассматриваются как «казни», посылаемые Богом для испытания избранного народа. История Руси предстаёт в качестве продолжения Священной истории, её описание часто строится по библейским образцам, как в явной, так в скрытой форме. Так, речь Владимира Святославича при освящении Десятинной церкви (996) воспроизводит слова царя Соломона при освящении Иерусалимского храма; завещание Ярослава Мудрого сыновьям — завещание Иакова из апокрифической «Книги Юбилеев».

### Идентичность
В ранней летописной традиции — от реконструируемого «Древнейшего сказания» середины XI века до «Повести временных лет» начала XII века, в окончательном виде сформирована «мы-концепция» народа руси. Предисловие к реконструируемому «Начальному своду», составленному на рубеже XI—XII веков передавало отчётливое представление о народе руси. Этим народом, согласно тексту, правят русские князья, он населяет Русскую землю. Эти представления усиливает мотив «богоизбранности» Русской земли — страны, и эсхатологические коннотации. «Повесть временных лет» включила устную мифоэпическую традицию, созданную древнерусской элитой, и переработав её, сформировала письменную историю народа руси. Памятник соединил аутентичные фрагменты исторической памяти с литературно-историографическими конструктами, топосами, в первую очередь библейскими. Так ранние летописцы фиксировали и в то же время «изобретали» этноисторическую традицию народа руси. Отделение руси («своих») от других народов («чужих») в ранних летописных памятниках было завершено, а также, хотя и специфически, отрефлексировано. Ранняя летописная традиция воспринимала этноним «русь» семантически как специфический этноним-политоним, который обозначал как новую общность Восточно-Европейской равнины, образованную из предшествующих, так и политию Рюриковичей. В «Повести временных лет» представления о руси как о христианском народе, исконно проживающем в Русской земле, даны в ещё более полном и завершённом виде.

## Историография

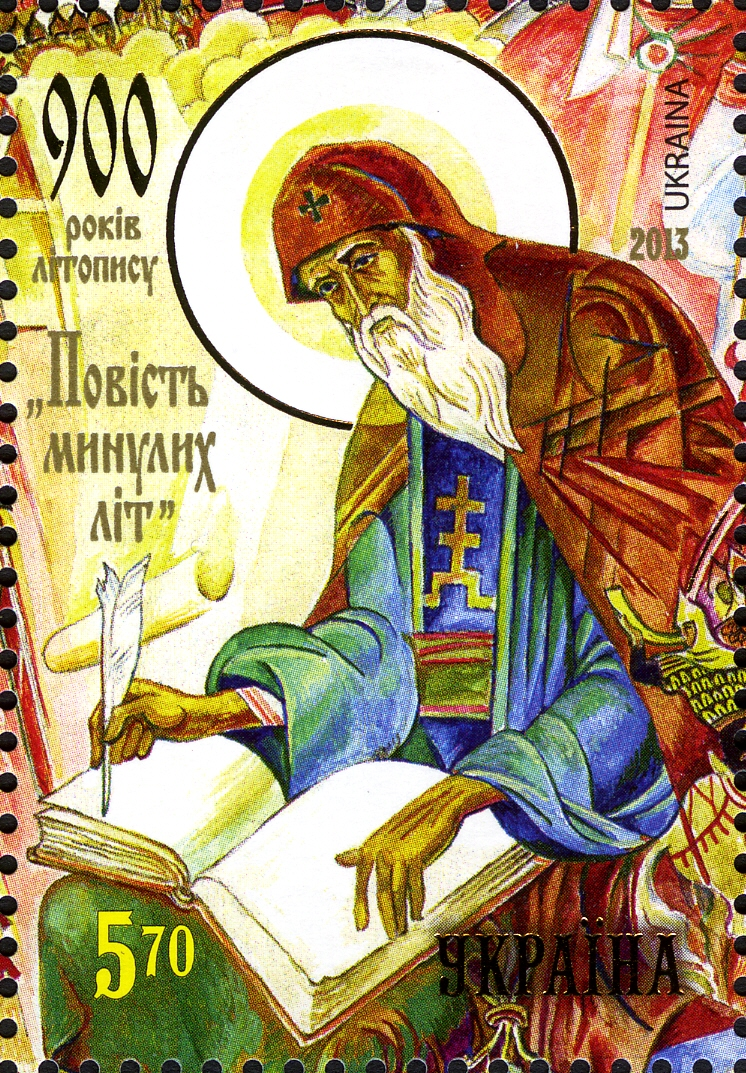
«900-летие летописи „Повесть временных лет“», почтовый блок Украины, 2013, художник Николай Кочубей

Филолог Ю. М. Лотман писал, что многие писатели и историки XVIII века, включая Михаила Ломоносова, больше доверяли в действительности поздним источникам, наподобие поздних редакций Хронографа, поскольку свидетельства, сообщаемые «Повестью временных лет», казались им слишком лапидарными, скупыми, лишёнными романического содержания. Эти свидетельства почти не касались тем, которые интересовали читателя конца XVIII века в наибольшей мере, — дохристианского, докняжеского периода, и предоставляли слишком мало подробностей. К поздним источникам привлекала также свойственная им сказочная фантастичность, которая по представлениям XVIII века была признаком старины. Так, более фантастичные, чем сведения, сообщаемые «Повестью временных лет», статьи Хронографа воспринимались как более древние.
Первые сомнения в правдивости изложенных в «Повести временных лет» событий содержатся в «Истории государства Российского», написанной Н. М. Карамзиным. При развитии российской историографии способ, при помощи которого летописец излагал события, получал всё больше критических оценок. По мнению историков, «Повесть временных лет» составлена из разновременных текстов, из произведений разных жанров (фольклорные предания, церковная публицистика, правовые документы). Кроме того, «Повесть временных лет», как и многие древние летописи, фактически являлась сводом, и каждый новый автор мог редактировать и дополнять её; таким образом летопись, её литературная форма и её идейное содержание росли постепенно, меняясь под влиянием идей и направлений своего времени. Е. Е. Голубинский писал, что некоторые события, описанные в «Повести временных лет», являются следствием «честолюбия и тщеславия наших предков».
Лингвист А. А. Шахматов отмечал, что «если летописец был монахом, то тем большую свободу давал он своей пристрастной оценке, когда она совпадала с интересами родной обители и чернеческого стада, её населявшего», и описывал «Повесть временных лет» как произведение, находящееся под сильным церковным и княжеским влиянием. Литературовед И. П. Ерёмин считал подобный подход слишком модернизированным и отмечал, что авторов «Повести временных лет» нужно считать моралистами, а не политиками. По его мнению, летописец часто стоял перед необходимостью составить биографию персонажа, который жил задолго до него и о котором он ничего не знал, кроме имени, легенд, и, возможно, некоторых «документов» из княжеских архивов. Летописец основывал свой рассказ на этом материале и перерабатывал его в соответствии со своими представлениями о том, как следует писать историографическое или биографическое сочинение. Источниковед М. Д. Присёлков характеризовал «Повесть временных лет», как «искусственный и малонадёжный» исторический источник. Как отмечает Д. С. Лихачёв, в «Повести временных лет» обнаруживаются явные вставки, разрушающие логическое развитие рассказа. По словам Лихачёва, «никогда ни прежде, ни позднее, вплоть до XVI в., русская историческая мысль не поднималась на такую высоту учёной пытливости и литературного умения».
По мнению И. Н. Данилевского, сложно оценивать достоверность повести, руководствуясь современной моралью: летописец был монахом и глубоко верующим христианином, и поэтому «Повесть временных лет» скорее стоит воспринимать как одно из произведений апокалиптической литературы, которое писалось как книга, которая должна будет фигурировать на Страшном суде. Данилевский считает, что при описании исторических событий летописца гораздо больше интересовал вопрос «что бы это значило?», чем донесение до читателей того, как это было на самом деле. Как следствие, значительная часть текста «Повести временных лет» является прямым заимствованием из более ранних текстов (византийских, библейских и тому подобных). Кроме того, главные действующие лица «Повести временных лет» зачастую отождествляются с библейскими персонажами, в результате чего им приписываются те или иные качества или действия. А. П. Толочко в целом охарактеризовал «Повесть временных лет» следующим образом: «Это выдающееся литературное произведение, но совершенно недостоверная история. Никаких причин продолжать основывать на нём наши знания о прошлом не существует». М. Д. Присёлков предложил отказаться от использования данных русских летописей за X век, ограничившись данными византийских хроник. А. А. Гиппиус отмечает, что древнейшая хронология «Повести временных лет» представляет собой результат искусственных калькуляций и исторически малодостоверна. Л. С. Клейн отмечает, что «Повесть временных лет» неаутентична IX—X векам, но всё же дошла в списках XIII—XIV веков и основана на оригиналах XI века. Учёные многое в ней ставят под сомнение (отдельные даты, детали сообщений), но её основная канва признаётся достоверной.

## В искусстве

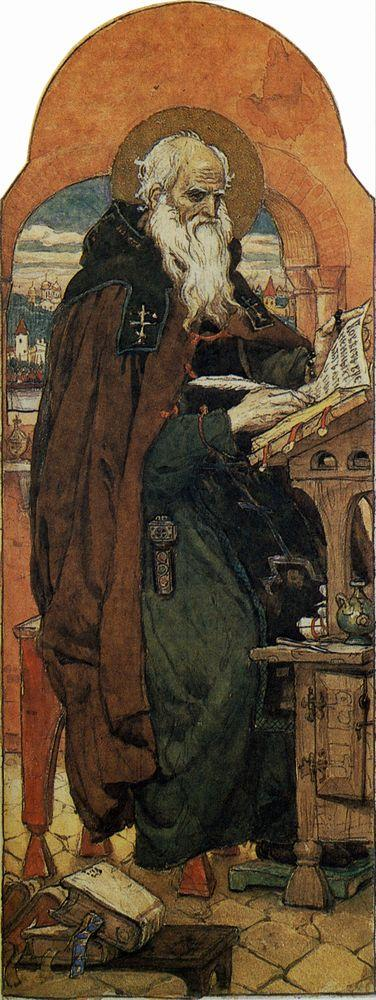
«Нестор-летописец», В. М. Васнецов, 1885—1893

Картины на сюжеты «Повести временных лет» можно найти в творчестве многих русских художников — В. М. Васнецова (картины «Нестор-летописец», «Варяги», «Вещий Олег», фрески во Владимирском соборе в Киеве, включая «Княгиня Ольга», «Крещение Руси», «Крещение святого Владимира» и др.), Н. К. Рериха («Заморские гости»), Н. К. Бодоревского, К. В. Лебедева и др.
В 1975—1990 годах художник Мюд Мечев создал цикл оригинальных гравюр на сюжеты «Повести временных лет».
В 2011 году режиссёрами Марией Ховенко, Ингой Монаенковой снят мультсериал «Повесть временных лет».
В 2015 году режиссёр Ольга Антропова сняла документальный фильм «Очерки повести временных лет».
В 2016 году режиссёр Андрей Кравчук снял художественный фильм «Викинг», который позиционировался как основанный на «Повести временных лет».
В 2019 году в Тольяттинском театре кукол белорусский режиссёр Александр Янушкевич поставил спектакль «Повесть временных лет», основанный на летописном тексте. Спектакль номинирован на премию «Золотая маска».
Серия белорусских мультфильмов «Повесть временных лет» (2006—2014) прямого отношения к летописи не имеет.

## Издания и переводы
Издания
Основное научное издание: в составе книжной серии «Полное собрание русских летописей» (ПСРЛ); «Повесть временных лет» находится в составе Лаврентьевской летописи и близких текстов — Том 1 ПСРЛ, в составе Ипатьевской летописи — Том 2 ПСРЛ, и в составе Радзивиловской летописи — Том 38 ПСРЛ (в ПСРЛ наиболее полно отражён текст и варианты текста по различным спискам (экземплярам); серия существует с 1830-х годов и многократно переиздавалась).
- Лаврентиевская и Троицкая летописи // ПСРЛ. — СПб.: Тип. Э. Праца, 1846. — Т. 1. — С. 1—123 (2-й пагинации).;
  - Изд. 2-е: Л., 1926 / Под ред. Е. Ф. Карского (переиздано: М., 1997);
    - Изд. 3-е: М., 1961;
      - Изд. 4-е: М., 1997;
- Ипатиевская летопись // ПСРЛ. — СПб.: Тип. Э. Праца, 1843. — Т. 2. — IX, 377, [4] с.;
  - Изд. 2-е: СПб. Архивная копия от 6 августа 2011 на Wayback Machine, 1908 / Под ред. А. А. Шахматова (переиздано: М., 1998);
    - Изд. 3-е: Пг., 1923;
      - Изд. 4-е: М., 1962;
        - Изд. 5-е: М., 1998;
- Радзивиловская летопись // ПСРЛ / Рыбаков Б. А.. — Л.: Наука, 1989. — Т. 38. — 177, [1] с.;
- Повесть временных лет по Ипатскому списку. — СПб.: Тип. Археогр. комис., 1871.;
- Повесть временных лет по Лаврентиевскому списку. — СПб.: Тип. Археогр. комис., 1872.;
  - Изд. 2-е: СПб., 1897;
- Повесть временных лет. — М.—Л.: Издательство Акад. наук СССР, 1950. — Т. 1: Текст и перевод. — 404, [1] с. — (Литературные памятники).;
  - Изд. 2-е, испр. и доп.: СПб., 1996;
    - Изд. 3-е.: СПб., 1999 (по списку Лаврентьевской летописи)

Первое изд. Радзивиловского или Кёнигсбергского списка «Повести временных лет», осуществлённое И. И. Таубертом и И. С. Барковым, 1767;
- Летопись Нестерова, по списку инока Лаврентия, издавали профессора: Харитон Чеботарёв и Н. Черепанов с 1804 по 1811 г. — М. (изд. не заверш.);
- Летопись Нестерова по древнейшему списку мниха Лаврентия / Изд. проф. Тимковского, прерывающееся 1019 г. — Напечатано при ОЛДП. — М., 1824;
- Шахматов А. А. Повесть временных лет Архивная копия от 21 сентября 2016 на Wayback Machine. — Т. 1. Вводная часть. Текст. Примечания. — Пгр. : Типография А. В. Орлова, 1916 (Летопись занятий Археографической комиссии, 1917, вып. 29) (реконструкция текста);
  - переиздано: Шахматов А. А. История русского летописания. — СПб., 2003. — Т. 1 : Повесть временных лет и древнейшие русские летописные своды. — Кн. 2 : Раннее русское летописание XI—XII вв.;
- Повесть временных лет. Ч. 1. Текст и перевод / Подгот. текста Д. С. Лихачёва, пер. Д. С. Лихачёва и Б. А. Романова; ч. 2, Приложения / Статьи и ком. Д. С. Лихачёва; под ред. В. П. Адриановой-Перетц. — М. ; Л., 1950. — (Литературные памятники);
  - Повесть временных лет / [Рос. акад. наук]; подгот. текста, пер., ст. и коммент. Д. С. Лихачёва; под ред. В. П. Адриановой-Перетц. — 2-е изд., испр. и доп. — СПб. : Наука, 1996. — 667, [5] с.; 21 см. — (Литературные памятники). — Библиогр. в подстроч. примеч. и в доп.: с. 584—665. — Указ.: с. 549—583;
- Повесть временных лет / Подг. текста и ком. О. В. Творогова, пер. Д. С. Лихачёва // Памятники литературы Древней Руси. — XI — 1-я пол. XII в. — 1978. — С. 22—277, 418—451;
- Повесть временных лет / Подг. текста и примеч. О. В. Творогова, пер. Д. С. Лихачёв // В кн.: Повести Древней Руси XI—XII вв. — Л., 1983. — С. 23—227, 524—548;
- Повесть временных лет [Текст] / древнерус. текст и пер. Д. С. Лихачёва // Русская литература XI—XVIII вв. — М. : Худож. лит., 1988. — С. 18—49;
- Повесть временных лет (Подготовка текста, перевод и комментарии О. В. Творогова) // Библиотека литературы Древней Руси / РАН. ИРЛИ; Под ред. Д. С. Лихачёва, Л. А. Дмитриева, А. А. Алексеева, Н. В. Понырко. — СПб. : Наука, 1997. — Т. 1 : XI—XII века. — 543 с. (Ипатьевский список «Повести временных лет» на языке оригинала и с синхронным переводом). Электронная версия издания Архивная копия от 5 августа 2021 на Wayback Machine, публикация Института русской литературы (Пушкинский Дом) РАН;
- Бугославский С. А. Текстология Древней Руси. — М., 2006. — Т. 1 : Повесть временных лет (реконструкция оригинала).

Словоуказатели
- Творогов О. В. Лексический состав «Повести временных лет»: (Словоуказатели и частотный словник) / Отв. ред. В. М. Русановский; Рецензенты: Л. А. Дмитриев, В. Ю. Франчук; Институт языковедения им. А. А. Потебни АН УССР. — Киев: Наукова думка, 1984. — 220 с. — 1200 экз. (в пер.);
- Müller L., Gröber B. Vollständiges Wörterverzeichnis zur Nestorchronik. — München, 1977. — Band 1 Архивная копия от 28 августа 2017 на Wayback Machine; 1979. — Band 2 Архивная копия от 28 августа 2017 на Wayback Machine; 1984. — Band 3 Архивная копия от 28 августа 2017 на Wayback Machine; 1986. — Band 4 Архивная копия от 28 августа 2017 на Wayback Machine.

Переводы
- «Повесть временных лет» переводилась на современный русский язык Д. С. Лихачёвым в соавторстве с Б. А. Романовым (1950), позже Лихачёвым единолично (1978) Архивная копия от 29 октября 2013 на Wayback Machine, О. В. Твороговым (1997), А. Г. Кузьминым; также на французский (1884), шведский (1919), немецкий (1931 и 2000-е), румынский (1935), английский (1953), чешский (1954), польский (1968), украинский (1990), китайский (1994 и 2011) языки.
- Повесть временных лет. Ч. 1. Текст и перевод / Подг. текста Д. С. Лихачёва, пер. Д. С. Лихачёва и Б. А. Романова; ч. 2, Приложения / Статьи и ком. Д. С. Лихачёва. — М. ; Л., 1950. — (Литературные памятники);
- Повесть временных лет / Подг. текста и ком. О. В. Творогова, пер. Д. С. Лихачёва // Памятники литературы Древней Руси. — XI — 1-я пол. XII в. — 1978. — С. 22—277, 418—451;
- Повесть временных лет / Подг. текста и примеч. О. В. Творогова, пер. Д. С. Лихачёв // В кн.: Повести Древней Руси XI—XII вв. — Л., 1983. — С. 23—227, 524—548.
- Повесть временных лет [Текст] / древнерус. текст и пер. Д. С. Лихачёва // Русская литература XI—XVIII вв. — М. : Худож. лит., 1988. — С. 18—49;
- Повесть временных лет / [Рос. акад. наук]; подгот. текста, пер., ст. и коммент. Д. С. Лихачёва; под ред. В. П. Адриановой-Перетц. — 2-е изд., испр. и доп. — СПб.: Наука, 1996. — 667, [5] с.; 21 см. — (Литературные памятники). — Библиогр. в подстроч. примеч. и в доп.: с. 584—665. — Указ.: с. 549—583;
- Повесть временных лет (Подготовка текста, перевод и комментарии О. В. Творогова) // Библиотека литературы Древней Руси / РАН. ИРЛИ; Под ред. Д. С. Лихачёва, Л. А. Дмитриева, А. А. Алексеева, Н. В. Понырко. — СПб. : Наука, 1997. — Т. 1 : XI—XII века. — 543 с. (Ипатьевский список «Повести временных лет» на языке оригинала и с синхронным переводом). Электронная версия издания Архивная копия от 5 августа 2021 на Wayback Machine, публикация Института русской литературы (Пушкинский Дом) РАН;
- Повесть временных лет Архивная копия от 20 февраля 2020 на Wayback Machine (по Лаврентьевскому списку 1377 года) / Перевод с древнерусского Д. С. Лихачёва, О. В. Творогова. Комм. и статьи А. Г. Боброва, С. Л. Николаева, А. Ю. Чернова, А. М. Введенского, Л. В. Войтовича, С. В. Белецкого. — СПб. : Вита Нова, 2012—512 с.: 186 ил. — (Фамильная библиотека: Героический зал). — ISBN 978-5-93898-386-1
- Chronique dite de Nestor / Trad. par L. Leger. Paris, 1884 (пер. на французский язык);
- Nestorkrönikan översätting från fornryskan av A. Norrback. Stockholm, 1919 (пер. на шведский язык);
- Die altrussische Nestorchronik / Herausgeg. von R. Trautmann. Leipzig, 1931 (пер. на немецкий язык);
- Cronica lui Nestor / Trad. de Gh. Popa-Lisseanu. Bucureşti, 1935 (пер. на румынский язык);
- The Russian Primary Chronicle, Laurentian Text. Translated and edited by Samuel Hazzard Cross and Olgerd P. Sherbowitz-Wetzor. Cambridge, MA: The Mediaeval Academy of America, 1953. (пер. на английский язык). Отрывок — The text has been edited for students of SLA218;
- Nestorův letopis ruský. Povĕst dávných let. Přeložil K. J. Erben. Praha, 1954 (пер. на чешский язык);
- Powieść minionych lat. Przekład F. Sielickego. Wrocław, 1968 (пер. на польский язык).
- Die Nestorchronik: die altrussische Chronik, zugeschrieben dem Mönch des Kiever Höhlenklosters Nestor, in der Redaktion des Abtes Sil’vestr aus dem Jahre 1116, rekonstruiert nach den Handschriften Lavrent’evskaja, Radzivilovskaja, Akademiceskaja, Troickaja, Ipat’evskaja und Chlebnikovskaja Архивная копия от 28 августа 2017 на Wayback Machine / L. Müller. München: W. Fink, 2001. 366 f (пер. на немецкий язык реконструированного архетипа).
- The Povĕst’ vremennykh lĕt: An Interlinear Collation and Paradosis. / Compiled and Ed. by D. Ostrowski. Cambridge (Mass.), 2003. (Harvard Library of Early Ukrainian Literature. Texts. Vol. X. Parts 1—3).